# Parada Candelária
A Parada Candelária é uma das estações do VLT Carioca, situada no Rio de Janeiro, entre as paradas São Bento e a Sete de Setembro na Linha 1 e entre as paradas Santa Rita/Pretos Novos e Sete de Setembro na Linha 3.
Foi inaugurada em 5 de junho de 2016. Localiza-se no cruzamento da avenida Rio Branco com a avenida Presidente Vargas. Atende o bairro do Centro.